# 81-718/719
81-718/719 — тип электровагонов метрополитена, созданный на Мытищинском машиностроительном заводе на базе электровагонов моделей 81-717.5/714.5, обладающий рядом технических новшеств и усовершенствований: в часности тири́сторно-и́мпульсная система управления коллекторными электродвигателями, принудительная вентиляция, изменённая лобовая часть кабины машиниста (так называемая «маска») и прочее. Всё это улучшило технико-экономические характеристики и комфортность вагонов.
Вагоны 81-718 — головные, 81-719 — промежуточные; все являются моторными.

## История
К концу 1980-х годов производившиеся в то время вагоны моделей 81-717.5/714.5 сильно устарели, но выпуск принципиально новых вагонов типа И из-за пожароопасности алюминиевых кузовов не был запущен, в результате было принято решение выпустить вагоны с усовершенствованным оборудованием в старых кузовах.
Данные по выпуску вагонов 81-718/719 и модификаций .0, .2 по годам приведены в таблице:
| Год выпуска    | Модернизация         | 81-718         | 81-718             | 81-719                  | 81-719     |
| Год выпуска    | Модернизация         | Номера вагонов | Количество         | Номера вагонов          | Количество |
| 1991           | 81-718/719           | 0250, 0251     | 2                  | 0700-0702               | 3          |
| 1993           | 81-718/719           | 003, 004       | 2                  | 103-105                 | 3          |
| 1995           | 81-718/719           | 005-008        | 4                  | 106-111                 | 6          |
| 1998           | 81-718.0/719.0       | 009, 010       | 2                  | 112-114                 | 3          |
| 2001           | 81-718.0/719.0       | 0001-0010      | 10                 | 0101-0110               | 10         |
| 2003           | 81-718.2/719.2       | 011, 012       | 2                  | 115, 116, 119, 120, 122 | 5          |
| 2004           | 81-718.2/719.2       | 013-016        | 4                  | 117, 118, 121, 123      | 4          |
| Всего          |                      |                |                    |                         |            |
| 81-718/719     | 0250, 0251, 003-008, | 8              | 0700-0702, 103-111 | 12                      |            |
| 81-718.0/719.0 | 009, 010, 0001-0010  | 12             | 112-114, 0101-0110 | 13                      |            |
| 81-718.2/719.2 | 011-016              | 6              | 115-123            | 9                       |            |

### 81-718/719 (базовая модель)
В 1991 году был построен опытный состав 81-718/719, имевший общую нумерацию с вагонами 81-717/714: 0250—0700—0701—0702—0251. Состав успешно прошёл испытания в электродепо ТЧ-4 «Красная Пресня» Московского метрополитена, однако из-за высокой цены, а также на тот момент недоработки проекта руководство отказалось от их закупки. В результате опытный и последующие четыре состава отправили в Харьковский метрополитен (приписаны к ТЧ-1 «Немышлянское»), где ими остались очень довольны и впервые на территории бывшего СССР полностью отказались от закупки модификаций вагонов 81-717/714.

### 81-718.0/719.0
В 1998 году Харьковский метрополитен купил на Мытищинском заводе один пятивагонный состав 81-718.0/719.0. Тремя годами позже, в 2001 году Ташкентский метрополитен для открытия Юнусабадской линии купил на Мытищинском заводе пять четырёхвагонных составов той же модели.

### 81-718.2/719.2
В 2004 году в ремонтных мастерских Харьковского метрополитена были собраны три пятивагонных состава 81-718.2/719.2 из комплектующих, поставленных Мытищинским заводом.
В 2011 году между руководством Ташкентского и Харьковского метрополитенов заключено лизинговое соглашение, по которому все вагоны этой модели Ташкент продаст в Харьков. Это связано в первую очередь с резким снижением объёма перевозок Ташкентским метрополитеном и симпатией харьковчан к данному типу подвижного состава. Однако, никаких известий о передачи составов нет, а ташкентские составы, по состоянию на 2023 год, продолжают работу на Узбекистанской линии, обслуживаемой одним депо с Юнусабадской.
В 2012 году в ремонтных мастерских впервые (на вагоне 003) заменено освещение на светодиодные линии.

## Технические характеристики
- Вагоны сконструированы для работы по системе многих единиц с количеством вагонов до восьми.
- Предназначение — работа на подземных линиях метрополитена с возможностью кратковременного выхода на поверхность.
- Каждый вагон приводится в движение четырьмя двигателями ДК-117 (ДК-119) мощностью по 110 (119) кВт.
- Конструкционная скорость с двигателями ДК-117 — 90 км/ч, с двигателями ДК-119 — 100 км/ч.
- Общая вместимость вагона при плотности стоящих пассажиров 5—10 чел./м² — 174—308 в головном вагоне и 187—330 в промежуточном.

## Эксплуатация
В настоящий момент[когда?]

 вагоны моделей 81-718/719 эксплуатируются в Харькове на Алексеевской линии — восемь пятивагонных составов и в Ташкенте на Узбекистанской линии — пять четырёхвагонных составов. По отзывам из Харькова, надёжность этих вагонов выше, чем 81-717/714, выше и комфорт машиниста, и пассажиров. Дороговизна тиристорно-импульсной системы управления тяговым двигателем в эксплуатации окупается за счёт более низкого энергопотребления, поэтому в целом эти вагоны следует признать удачными. 
- Прибытие поезда 81-718/719, Харьковский метрополитен
- Отправление поезда 81-718/719, Харьковский метрополитен

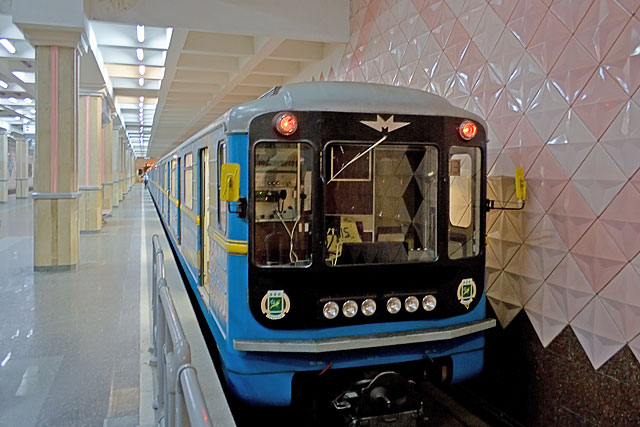
81-718.2 на станции 23 Августа, Харьков.

## В компьютерных играх
Вагоны 81-718/719 воссозданы в дополнении (моде) «Metrostroi Subway Simulator» к игре «Garry's Mod» в Steam, функционирующие в виде аддонов в Steam Workshop. Дополнение отличается от других компьютерных симуляторов поезда высокой реалистичностью и широкой кастомизацией каких-либо действий.